# (17169) Tatarinov
(17169) Tatarinov (1999 NQ23) – planetoida z pasa głównego asteroid okrążająca Słońce w ciągu 5,13 lat w średniej odległości 2,97 j.a. Odkryta 14 lipca 1999 roku.